# 臺南安海街御舍營所址

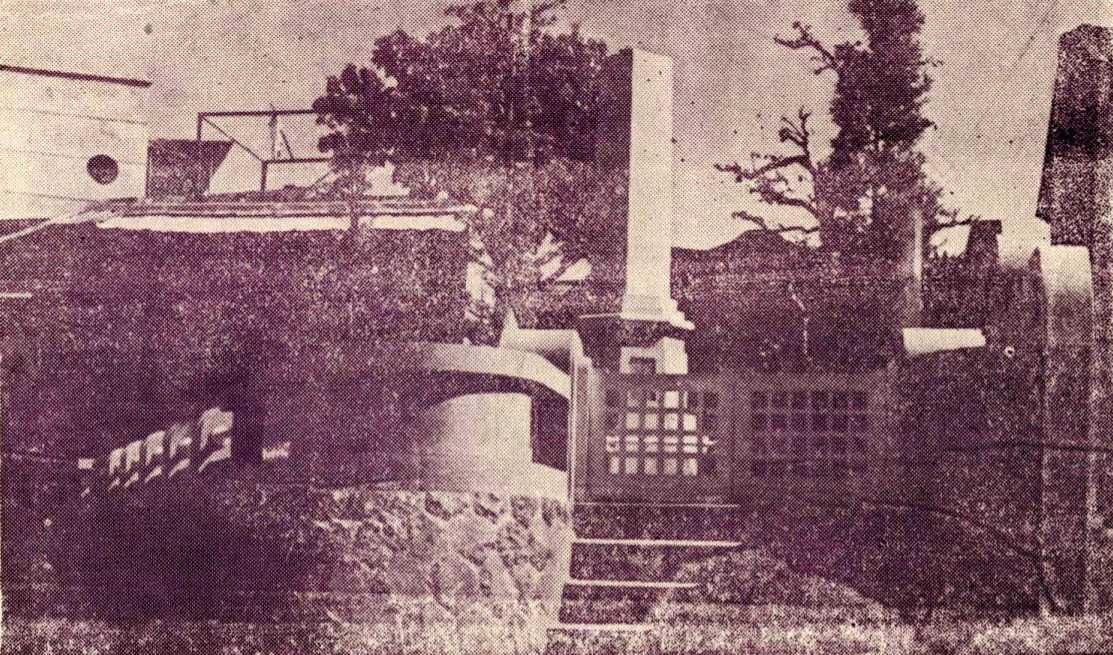
臺南安海街北白川宮能久御遺跡紀念碑

臺南安海街御舍營所址，為北白川宮能久親王在抵達台南時曾待過的住所，位於當時臺南市安海街上（今 忠義路與中正路口），於1935年被當局列為臺灣史蹟名勝天然紀念物，成為北白川宮能久的御舍營所址，並在宅邸北側的街角立有紀念碑。

## 介紹

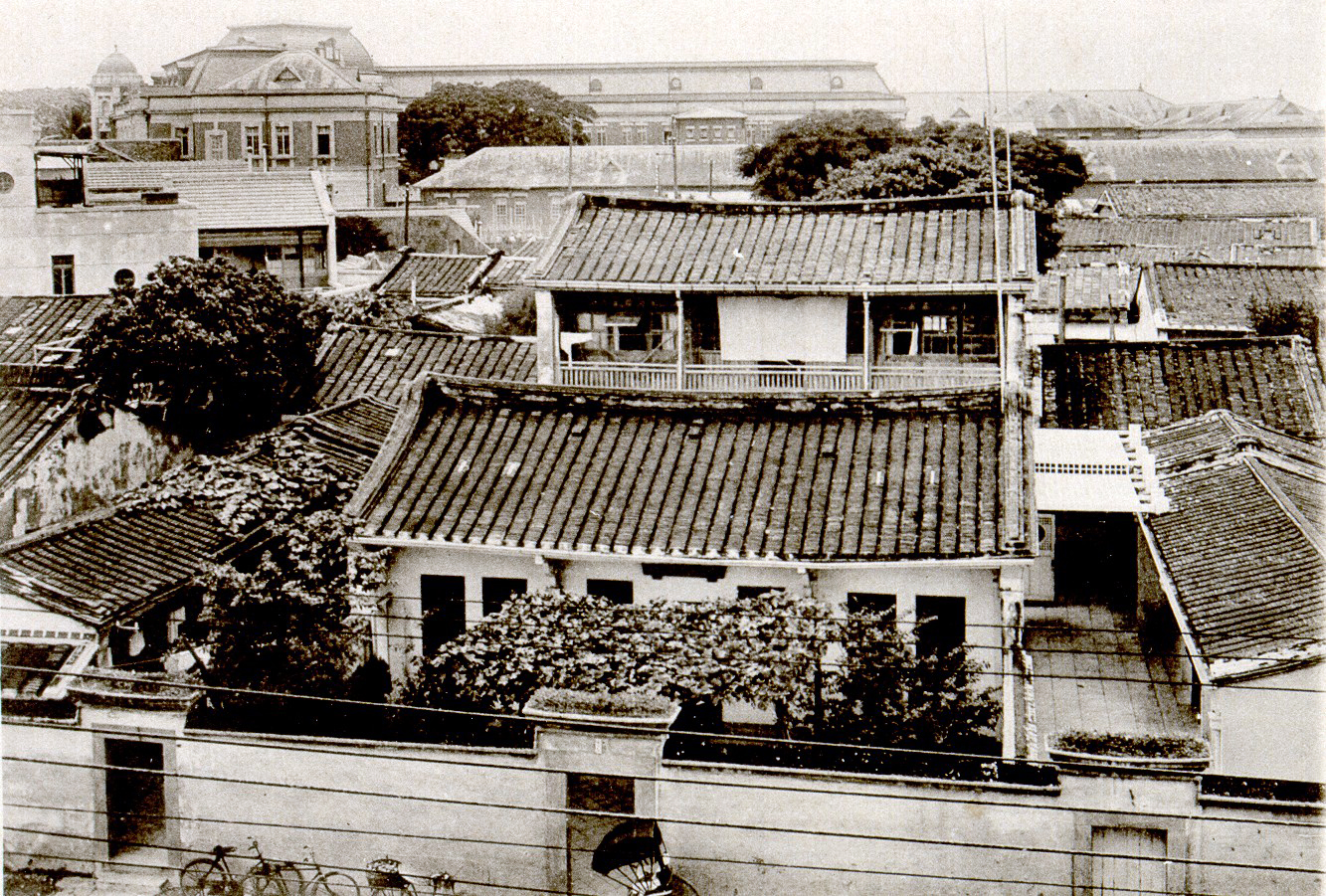
臺南安海街御舍營所（遠處為東方，可見臺南州廳）

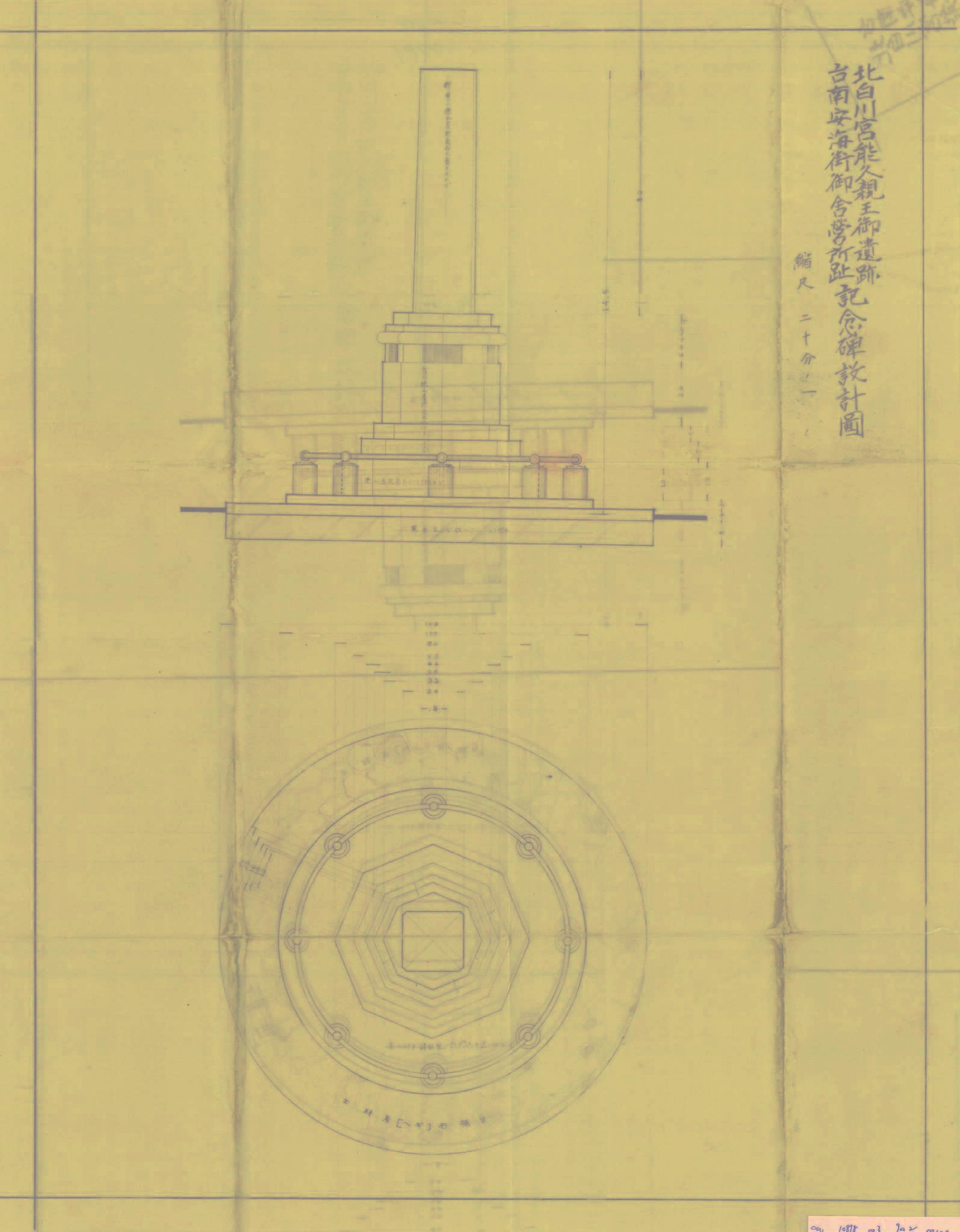
台南安海街御舍營所址記念碑

1895年4月，大清帝國與日本帝國簽署《馬關條約》後，台灣割讓給日本。同年5月31日，北白川宮能久親王率領日本陸軍近衛師團於澳底登陸臺灣，並一路南下。他在10月22日清晨離開新化鍾家古厝前往台南市區，下午從臺灣府城大東門進城，住在安海街的進士張紹芬宅邸，隔日移至莊雅橋的吳汝祥宅邸（後來改為臺南神社，今臺南市美術館）至同月28日去世。張宅當時地址為台南市丙272番地，在台南市實施町名改正後，改為末廣町一丁目113番地。此處在1935年被列為臺灣史蹟名勝天然紀念物，後來日本當局向張家的張常華、張壽明購買張宅北側約55坪的三角窗空地，在1938年設立了「台南安海街御舍營所址記念碑」。
紀念碑在戰後拆毀，於1955年在其上興建中國國民黨台南市中區民眾服務處，服務處於1987年遷至府前路，後來此三角窗的建築又拆除為平地。張宅後來則是轉售改建為中央旅社，之後再改建為商業大樓，2013年改做為飯店使用。巧合地是，台南市慰安婦人權促進會於2018年8月14日在紀念碑原址設立了一銅像，為台灣的第一座慰安婦少女銅像。